# Dyrøya (Troms)
Dyrøya es una isla del municipio de Dyrøy en Troms, Noruega. Se localiza entre la isla de Senja y la Noruega continental. El estrecho de Dyrøysund se extiende hacia el este (tierra firme) y el Tranøyfjorden de norte a sur (hacia Senja). La isla de Andørja está 7 km al sur de Dyrøya.
Se conecta al resto de Noruega mediante el puente de Dyrøy, al este de Brøstadbotn. La zona urbana se concentra en el lado este de la costa, la cual incluye a la villa de Holm, donde tiene su sede la iglesia de Dyrøy.